# Swiss Cyclocross Cup
 (septembre 2022).
Si vous disposez d'ouvrages ou d'articles de référence ou si vous connaissez des sites web de qualité traitant du thème abordé ici, merci de compléter l'article en donnant les références utiles à sa vérifiabilité et en les liant à la section « Notes et références ».
La Swiss Cyclocross Cup est une compétition de cyclo-cross qui se déroule sur plusieurs manches, toutes organisées en Suisse. Elle est créée en 2022, deux ans après la dernière édition de l'EKZ CrossTour.

## Palmarès

### Hommes élites
| Année     | Vainqueur      | Deuxième         | Troisième       |
| --------- | -------------- | ---------------- | --------------- |
| 2022-2023 | Loris Rouiller | Yorben Lauryssen | Ferre Geeraerts |
| 2023-2024 | Timon Rüegg    | Gioele Bertolini | Dario Lillo     |
| 2024-2025 | Dario Lillo    | Gilles Mottiez   | Loris Rouiller  |

### Femmes élites
| Année     | Vainqueur         | Deuxième          | Troisième         |
| --------- | ----------------- | ----------------- | ----------------- |
| 2022-2023 | Elodie Python     | Rebecca Gariboldi | Muriel Furrer     |
| 2023-2024 | Sara Casasola     | Perrine Clauzel   | Rebekka Estermann |
| 2024-2025 | Elisabeth Brandau | Léa Stern         | Lara Krähemann    |

### Hommes juniors
| Année     | Vainqueur      | Deuxième                    | Troisième        |
| --------- | -------------- | --------------------------- | ---------------- |
| 2022-2023 | Paul Seixas    | Alexandre Binggeli          | Francesco Caruso |
| 2023-2024 | Nicolas Halter | Mattia Proietti Gagliardoni | Sven Sommer      |
| 2024-2025 | Luan Elsässer  | Evan Dely                   | Fynn Lanter      |

### Femmes juniors
| Année     | Vainqueur       | Deuxième        | Troisième   |
| --------- | --------------- | --------------- | ----------- |
| 2024-2025 | Lou-Anne Halter | Tess de Almeida | Elia Marthe |